# Litostroj
Litostroj Steel Ltd. — словенская машиностроительная компания, расположенная в городе Любляна.

## История
Сталелитейное предприятие Titovi Zavodi Litostroj основано в Любляне (бывш. Югославия) в 1947 году. В 1969—72 г.г. производило автомобили. В 1991 году переименовано в Litostroj Tovarna Ulitkov d.o.o., в 1999 — Litostroj Ulitki d.o.o. и, наконец, в 2007 — в Litostroj Steel Ltd.. С 2000 работает на рынке электрооборудования.

## Производство автомобилей
Заключив соглашение о сборке автомобилей с фирмой Renault, в ноябре 1969 Litostroj начал выпуск Renault 4 с различными вариантами кузова, в частности как фургон. Далее последовали Renault 6, Renault 8, Renault 10 и Renault 16. С 1970 выпускался Renault 12 с кузовами седан и универсал.
В сентябре 1972 производство автомобилей прекратилось, всего их успели выпустить 20.449 штук.
Компания Renault продолжила сотрудничество в области лицензионного выпуска своих машин с другой словенской компанией — Industrija Motornih Vozil из города Ново-Место.